# Srednekolymskij ulus
Lo Srednekolymskij ulus è un ulus (distretto) della Repubblica Autonoma della Jacuzia-Sacha, nella Russia siberiana orientale; il capoluogo è l'insediamento di Srednekolymsk.
Confina con gli ulus Verchnekolymskij a sud, Abyjskij ad ovest, Allaichovskij a nordovest, Nižnekolymskij a nord, con la Čukotka ad oriente e con la oblast' di Magadan a sudest.
Il territorio si estende per la maggior parte nella bassa valle della Kolyma e nel bacino di alcuni suoi piccoli affluenti, fra i quali il maggiore è la Berëzovka; la parte occidentale del territorio, molto ricca di laghi, tributa invece alla Indigirka.
L'ulus è molto debolmente popolato, per ragioni climatiche; il solo centro urbano di qualche rilievo è il capoluogo Srednekolymsk.